# Cuộc đua xe đạp tranh Cúp truyền hình Thành phố Hồ Chí Minh 2007
Cuộc đua xe đạp toàn quốc tranh Cúp truyền hình Thành phố Hồ Chí Minh 2007 là giải đấu lần thứ 19 của Cuộc đua xe đạp toàn quốc tranh Cúp truyền hình Thành phố Hồ Chí Minh do Ban Thể dục - Thể thao, Đài Truyền hình Thành phố Hồ Chí Minh và Tổng cục Thể dục thể thao Việt Nam phối hợp tổ chức, diễn ra từ ngày 18 tháng 4 đến ngày 30 tháng 4 năm 2007. Cuộc đua gồm 13 chặng với tổng lộ trình 1470 km, đi từ Thành phố Hồ Chí Minh đến thành phố Phan Rang (Ninh Thuận), xuống Bình Dương, Tây Ninh, đi qua 4 chặng tại Campuchia và về lại Thành phố Hồ Chí Minh. Tổng cộng có 17 đội đua tham gia cuộc đua lần này, bao gồm 14 đội trong nước và 3 đội quốc tế.
Lần thứ hai liên tiếp, giải có lộ trình quốc tế với các chặng đua tại Campuchia.

## Công bố
Thông tin về Cuộc đua xe đạp toàn quốc tranh Cúp Truyền hình Thành phố Hồ Chí Minh 2007 được công bố vào đầu tháng 4 năm 2007 trong một cuộc họp báo trước khi khởi tranh giải. Ban tổ chức đã công bố lộ trình cuộc đua với tổng lộ trình dài 1470 km và mở rộng lộ trình sang Campuchia.
Đài Truyền hình Thành phố Hồ Chí Minh cho biết việc tổ chức này nằm trong kế hoạch mở rộng quy mô của giải sang ba nước Đông Dương cho đến năm 2008, lần thứ 20 tổ chức cuộc đua; đồng thời hướng tới kỷ niệm 32 năm ngày Giải phóng miền Nam - Thống nhất đất nước, 121 năm ngày Quốc tế Lao động, 117 năm Ngày sinh của Chủ tịch Hồ Chí Minh.

## Danh sách tham dự
Cuộc đua lần thứ 19 quy tụ các đội đua:
- Bảo vệ Thực vật An Giang (BAG)
- Bảo vệ Thực vật Sài Gòn (BSG)
- Bưu điện Bến Tre (BBT)
- Bình Dương (BDG)
- Cần Thơ (CTH)
- Dofilm (DOF)
- Domesco Đồng Tháp - Vinasun (DDV)
- Mobifone Hà Nội (MHN)
- Hậu Giang (HAG)
- Quân đội (QDI)
- Quận 1 (QU1)
- Quân khu 7 (QK7)
- Vĩnh Long (VLG)
- Vinamit (VIN)
- Malaysia (MAS)
- Campuchia (CAM)
- Hàn Quốc (KOR)

## Lộ trình
| Chặng | Ngày       | Đoạn đường                                                          | Khoảng cách |
| ----- | ---------- | ------------------------------------------------------------------- | ----------- |
| 1     | 18 tháng 4 | Thành phố Hồ Chí Minh đi Phan Thiết (Bình Thuận)                    | 189 km      |
| 2     | 19 tháng 4 | Phan Thiết đi Phan Rang (Ninh Thuận)                                | 147 km      |
| 3     | 20 tháng 4 | Phan Rang đi Đà Lạt (Lâm Đồng)                                      | 112 km      |
| 4     | 21 tháng 4 | Vòng đua quanh Hồ Xuân Hương (Đà Lạt) (10 vòng x 5,1 km)            | 51 km       |
| 5     | 22 tháng 4 | Đà Lạt đi Bảo Lộc (Lâm Đồng)                                        | 101 km      |
| 6     | 23 tháng 4 | Bảo Lộc đi Biên Hòa (Đồng Nai)                                      | 130 km      |
| 7     | 24 tháng 4 | Biên Hòa đi Tây Ninh                                                | 132 km      |
| 8     | 25 tháng 4 | Bavet (Svay Rieng, Campuchia) đi Neak Loeang (Prey Veng, Campuchia) | 106 km      |
| 9     | 26 tháng 4 | Neak Loeang đi Phnôm Pênh (Campuchia)                               | 60 km       |
| 10    | 27 tháng 4 | Đua vòng quanh Tượng đài Độc lập Phnôm Pênh                         | 48 km       |
| 11    | 28 tháng 4 | Phnôm Pênh đi Takéo (Campuchia)                                     | 134 km      |
| 12    | 29 tháng 4 | Châu Đốc (An Giang) đi Cần Thơ                                      | 120 km      |
| 13    | 30 tháng 4 | Vĩnh Long đi Thành phố Hồ Chí Minh                                  | 140 km      |

## Xếp hạng chung cuộc
|                 | Vận động viên               | Đội                         | Tham khảo |
| --------------- | --------------------------- | --------------------------- | --------- |
| Áo vàng         | Oh Se-yong                  | Hàn Quốc                    | [ 4 ]     |
| Áo chấm đỏ      | Gong Hyo-suk                | Hàn Quốc                    | [ 4 ]     |
| Áo xanh         | Đỗ Tuấn Anh                 | Domesco Đồng Tháp - Vinasun | [ 4 ]     |
| Áo trắng        | Mai Nguyễn Hưng             | Vinamit                     | [ 4 ]     |
| Giải đồng đội   | Hàn Quốc                    | Hàn Quốc                    | [ 4 ]     |
| Giải phong cách | Domesco Đồng Tháp - Vinasun | Domesco Đồng Tháp - Vinasun | [ 4 ]     |

## Truyền hình
Các chặng đua được truyền hình trực tiếp trên các kênh HTV9, VTV3 và HTV2.